# Chinees-Sovjet-Russisch conflict (1929)
Het Chinees-Sovjet-Russisch conflict van 1929 (Russisch: Конфликт на Китайско-Восточной железной дороге, Chinees: 中東路事件) was een klein gewapend conflict tussen de Sovjet-Unie en de Republiek China om de Mantsjoerijese Chinese Oostelijke spoorweg.
Op 31 maart 1924 werd op een conferentie in Washington afgesproken dat er een gezamenlijk beheer zou komen over de spoorweg. De Chinezen namen echter controle over de spoorweg in 1929. Het land arresteerde meer dan 200 spoorwegarbeiders. In reactie daarop verbrak de Sovjet-Unie alle diplomatieke betrekkingen met China en kwam het tot een openlijk conflict. Op 12 oktober 1929 kwam het tot een treffen tussen schepen op de Amoer. 7 van de 11 rivierschepen van China werden tot zinken gebracht, waarbij circa 500 Chinese soldaten verdronken. Op 15 tot 27 november kwam het tot zware gevechten, wanneer Sovjettroepen de grens overstaken bij de plaats Dalajnor. Zware T18-tanks, ondersteund met vliegtuigen verrasten de Chinese verdediging. De terugtrekkende troepen werden omsingeld en gevangengenomen, waarbij 1.500 Chinese soldaten het leven lieten. Op 27 november werd de stad Hailar bezet.

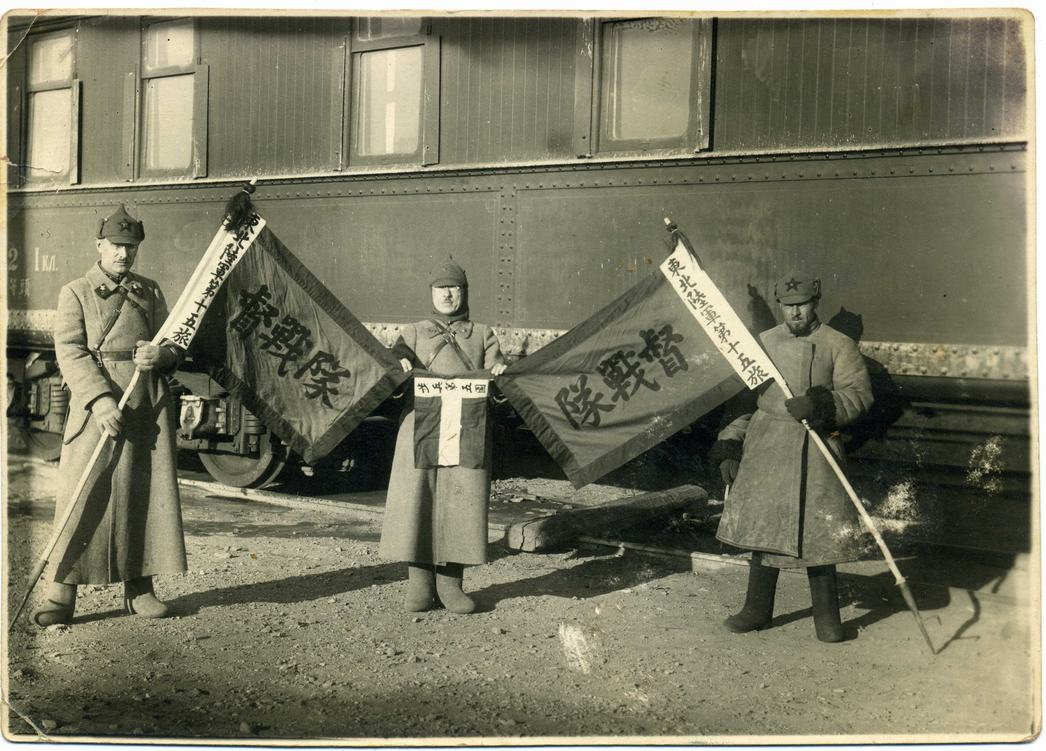
Sovjet-soldaten met een veroverde Chinese vlag

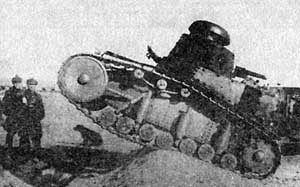
Sovjet-tanks in actie tijdens het conflict

De gevechten verontrustten de internationale gemeenschap. Op 25 juli bracht de Amerikaanse overheid een memorandum naar het Verenigd Koninkrijk, Frankrijk, Italië, keizerrijk Japan en Duitsland met een voorstel tot oprichting van een gezamenlijke commissie om het geschil op te lossen. Voorstel was de spoorlijn te internationaliseren. De Russen verwierpen echter dit voorstel met het oog op de juridische status, zoals afgesproken in 1924. Op 28 augustus volgde een nieuw voorstel, waarbij de situatie van voor de oorlog hersteld zou worden. De Sovjet-Unie reageerde positief, de Chinese reactie liet tot 29 november op zich wachten. Ook zij stemde hiermee in. Op 1 december begonnen de besprekingen tussen de Chinese autoriteiten en de Sovjet-Unie. Op 7 december werden de Russische spoorwegambtenaren vrijgelaten en op 22 december tekenden China en de USSR het zogenaamde Chabarovsk-protocol, dat het gezamenlijk beheer van de spoorweg herstelde. Op 25 december verlieten de laatste Sovjettroepen het grondgebied van China.
Het Russische leger betreurde 281 doden, 729 gewonden en had 17 vermisten. De Chinese militaire verliezen bedroegen ten minste 2000 doden en 10.000 gewonden.